# Chi Mọt cọ
Chi Mọt cọ, danh pháp khoa học Rhynchophorus, là một chi bọ cánh cứng thuộc họ Mọt, Curculionidae. Đây là loài gây hại chính của cây thuộc họ Cau (Arecaceae) trên khắp vùng nhiệt đới bao gồm: dừa (Cocos nucifera), cau (Areca catechu), các loài thuộc chi Chà là Phoenix, Metroxylon sagu.

## Các loài
- Rhynchophorus bilineatus (Montrouzier, 1857) – Mọt cọ đen
- Rhynchophorus cruentatus (Fabricius, 1775) – palmetto weevil
- Rhynchophorus distinctus Wattanapongsiri, 1966
- Rhynchophorus ferrugineus (Olivier, 1790) – Đuông dừa, mọt cọ đỏ (tên khác Calandra ferruginea (Fabricius, 1801))
- Rhynchophorus labatus Ritsema, 1882
- Rhynchophorus palmarum (Linnaeus, 1758) – Mọt cọ Nam Mỹ
- Rhynchophorus phoenicis (Fabricius, 1801) – Mọt cọ châu Phi
- Rhynchophorus quadrangulus Quedenfeldt, 1888
- Rhynchophorus richteri Wattanapongsiri, 1966
- Rhynchophorus vulneratus (Panzer, 1798) – Mọt cọ